# Dargoire
Dargoire é uma comuna francesa na região administrativa de Auvérnia-Ródano-Alpes, no departamento de Loire. Estende-se por uma área de 1,92 km². Em 2010 a comuna tinha 526 habitantes (densidade: 274 hab./km²).